# Alessandro Rolla
Alessandro Rolla (Pavia, 22 dicembre 1757 – Milano, 10 maggio 1841) è stato un violinista, violista e compositore italiano.

## Biografia
Studiò a Milano viola, violino e contrappunto. 

Abbiamo notizia di una sua esibizione come solista a Milano nella chiesa di Sant'Ambrogio, tra il 1772 e il 1774, nell'esecuzione di un concerto per viola e orchestra di sua composizione, probabilmente con la direzione di Giovanni Battista Sammartini.

Nel 1782 fu assunto come prima viola nell'orchestra ducale di Parma, diventandone dieci anni dopo primo violino (mansione che all'epoca consisteva nella direzione dell'orchestra). Alla morte del duca Ferdinando, si trasferì a Milano, dove divenne una delle figure più importanti della vita musicale della città. Chiamato dall'impresario Francesco Benedetto Ricci a dirigere dell'orchestra del Teatro alla Scala nel 1803, vi rimase trent'anni, operando importanti modifiche e migliorie all'organico orchestrale, e innalzando notevolmente il livello artistico della neonata compagine milanese, ricevendo gli elogi della esigentissima critica germanica. Fu anche al servizio dell'orchestra del Viceré Eugenio di Beauharnais come primo violino e direttore dal 1805 al 1835.

La sua eccezionale bravura di violista pare gli procurasse qualche inconveniente, infatti gli fu fatto divieto di suonare la viola in pubblico come riporta l'Abate Giuseppe Bertini nel suo Dizionario di Musica e dei Musicisti (Palermo, 1814):
Fu anche il primo insegnante di violino e viola al Regio Conservatorio di Musica di Milano a partire dalla sua fondazione nel 1808 e fino al 1835, e ne poi divenne direttore; ebbe tra i suoi allievi alcuni dei più famosi violinisti e violisti italiani tra cui il bresciano Antonio Bazzini, il bergamasco Girolamo Alessandro Biaggi, e vi è anche un episodio nella vita del giovane Paganini che nel 1795 fu portato a Parma al cospetto di Rolla dal padre per prendere lezioni. Rolla però disse che lui non poteva insegnare più alcunché sulla tecnica violinistica e gli consigliò un maestro di composizione. 

Paganini si esibì spesso con Rolla, soprattutto negli anni 1813-1814, e rimase sempre in una stretta relazione di amicizia.
Il consiglio di studiare seriamente la composizione, il Rolla lo diede nel 1832 anche al giovane Giuseppe Verdi (come riporta il bussetano nella celebre lettera a Giulio Ricordi in cui ripercorre le sue prime difficoltà da musicista professionista) dopo la celebre bocciatura all'esame di ammissione, facendo dapprima il nome di Benedetto Neri e poi quello del Lavigna. Verdi iniziò infatti a ricevere lezioni private da Vincenzo Lavigna, cembalista e collega di Rolla sia alla Scala che al Conservatorio.
Compose molta musica cameristica (è il più prolifico compositore per duo d'archi) e solistica per violino e viola in uno stile brillante di stampo belcantistico, e scrisse anche le musiche di balletti per le stagioni scaligere. 
Suonò e diresse sino in tarda età divulgando in Italia tra i primissimi le musiche del suo quasi coetaneo Mozart (prima esecuzione italiana de Le nozze di Figaro) e del più giovane Beethoven: infatti, nel 1813 eseguì brani del coreodramma Prometeo di Salvatore Viganò alla Scala e la Quarta, Quinta e Sesta Sinfonia in concerti privati a Milano; nel 1823, curò la prima esecuzione di una sinfonia di Beethoven alla Scala.

## Lavori
I numeri di opus delle composizioni di Rolla vengono indicati con la sigla BI (catalogo Bianchi-Inzaghi).

### Musica per orchestra
- 12 sinfonie
- 20 concerti per violino e orchestra
- 15 concerti per viola e orchestra
- Concerto per corno di bassetto
- Concerto per fagotto
- Concerto per flauto
- Concertino in mi maggiore (1808)
- Vari divertimenti e variazioni

#### Balletti
- Gli sponsali di Ciro con Cassandane (1789, Novara)
- Iserbeck e Zachinda (1802, Parma)
- Il turco generoso (1802, Parma)
- La locanda (1802, Parma)
- Elosia e Roberto o Il conte d'Essex (1803, Reggio Emilia)
- Pizarro ossia La conquista del Perù (1807, Milano)
- Abdul (1808, Vienna)
- Achille in Sciro (1808, Vienna)

### Musica da camera

#### Sestetti
- Serenata in mi maggiore per 2 violini, 2 viole e 2 corni, op. 2 (1795)
- Divertimento in do maggiore per flauto, violino, 2 viole, violoncello e pianoforte
- Sestetto in la maggiore per flauto, clarinetto, fagotto, 2 violini e viola

#### Quintetti
- Quintetto in re maggiore per 2 violini, 2 viole e violoncello (1815)
- Quintetto per flauto, violino, 2 viole e violoncello
- Serenata per 2 violini, 2 viole e violoncello

#### Quartetti
- Quartetto in si maggiore per archi, op. 5 (1804)
- Quartetto in la maggiore per archi (1806)
- Quartetto in mi maggiore per archi (1808)
- Quartetto in re minore per archi (1808-9)
- Quartetto in sol maggiore pera archi (1808-9)
- 3 Gran Quartetti Concertanti per archi, op. 2 (1824)
- 2 quartetti per archi
- Varie variazioni per archi
- Divertimento in la maggiore per 4 violini
- 8 quartetti per flauto

#### Trii
- Divertimento in si maggiore per violino, viola e violoncello
- 9 trii per violino, viola e violoncello
- 25 trattamenti notturni per 2 violini e violoncello
- 2 trii per violino e violoncello
- Sonata in la maggiore
- Concerto a 3 in mi maggiore
- Trio in si maggiore per viola, violoncello e fagotto
- 3 terzettini per 2 flauti e viola

#### Duetti
- 126 duetti per 2 violini
- 78 duetti per violino e viola
- 32 duetti per 2 viole
- 3 duetti per violino e violoncello
- 16 duetti per violino e chitarra
- 4 duetti per 2 chitarre
- Duetto per 2 mandolini (1804)
- 12 duetti per flauto e violino
- 10 duetti per 2 clarinetti

#### Altro
- 3 sonate per violino e pianoforte
- Sonata per violino e basso
- 4 sonate per viola e basso
- 2 sonate per flauto e pianoforte
- Divertimento notturno per arpa, violino e basso
- 3 pezzi per arpa e pianoforte
- Variazioni varie
- 8 pezzi per violino
- 2 sonate per tastiera

### Lavori teorici
- 24 scale per violino (1813)
- 12 intonazioni per violino (1826)
- 12 intonazioni per violino (1836)
- Giro i tutti i toni relativi di terza maggiore per viola e violino (1842)
- 2 intonazioni per viola
- 3 esercizi per viola
- Giro dei 24 toni per 2 violini
- 10 studi per violino, op. 10
- 6 solfeggi per 2 violini